# Пимпф

Вымпел организации дойчес юнгфольк до 1933 года

Фанфарный вымпел с символом дойчес юнгфольк, изображающим стилизованную руну Совелу (Зиге)

Пимпф (от нем. Pimpf) — член организации дойчес юнгфольк (сокращённая разговорная форма — юнгфольк (Jungvolk)), младшей возрастной группы (мальчики от 10 до 14 лет) военизированной молодёжной организации гитлерюгенда (Hitler-Jugend) в составе НСДАП, существовавшей в нацистской Германии с 1933 по 1945 годы.
Последняя, вместе с остальными, входившими в НСДАП организациями и структурными подразделениями, 10 октября 1945 года на основании закона № 2 Контрольного совета держав-победителей была запрещена и распущена, а её имущество конфисковано.
В Федеративной Республике Германия гитлерюгенд со всеми своими подразделениями на основании § 86 уголовного кодекса относится к противоречащей положениям конституции организации, её символы и знаки подпадают под действие запрета на распространение нацистских пропагандистских материалов и символики на основании § 86а уголовного кодекса Германии. Подобные законодательные меры действуют в Австрии, РФ, Венгрии, Польше, Чехии, Франции, Бразилии и ряде других стран.

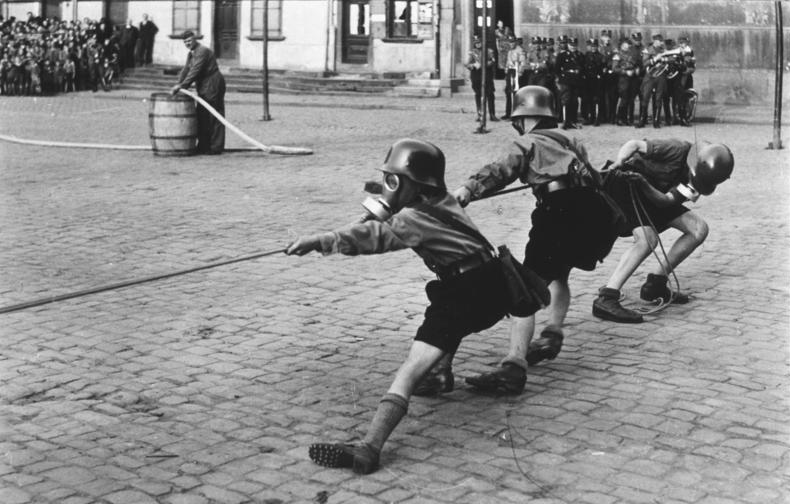
Учения гитлерюгенда по противовоздушной обороне в Вормсе, 1933 год. «Пимпфы» юнгфолька на тренировке по перетягиванию каната в противогазах

## История происхождения слова
Странный, на первый взгляд, официальный термин языка нацистской Германии имеет свою историю и своё объяснение.
Рассматриваемый термин Pimpf восходит к немецким словам Bums, Pumps, Pumpf, к так называемой ономатологической, иначе говоря, звукоподражательной лексике, имитирующей условно с помощью слов звучания живой и неживой природы и мира вещей и обозначающей в данном случае слышимое выделение газов из кишечника. От уменьшительного бранного слова Pümpflein («пердунишка», маленький мальчик, не сдерживающий выходящих из кишечника газов) образовалась более короткая и более благозвучная форма Pimpf.

## Изменение значения слова

### В среде молодёжного движенияВеймарской республики

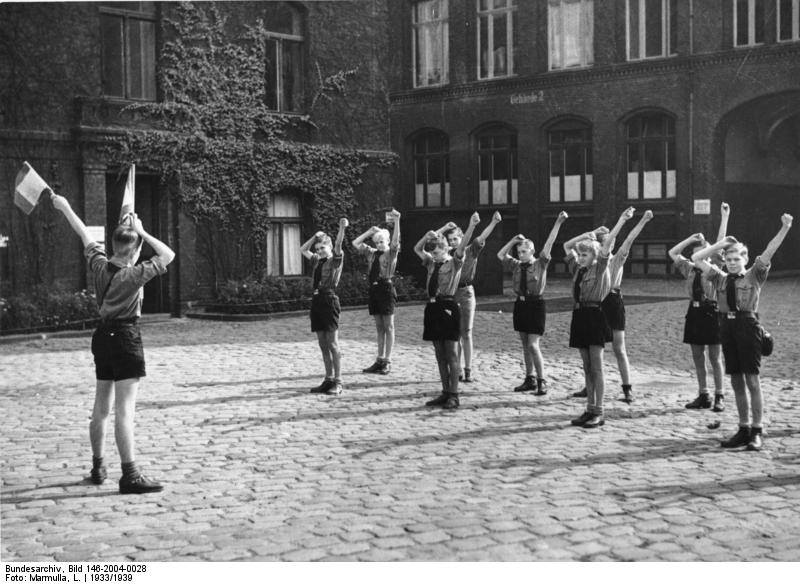
«Пимпфы» на тренировке по обучению семафорной азбуке, 1933

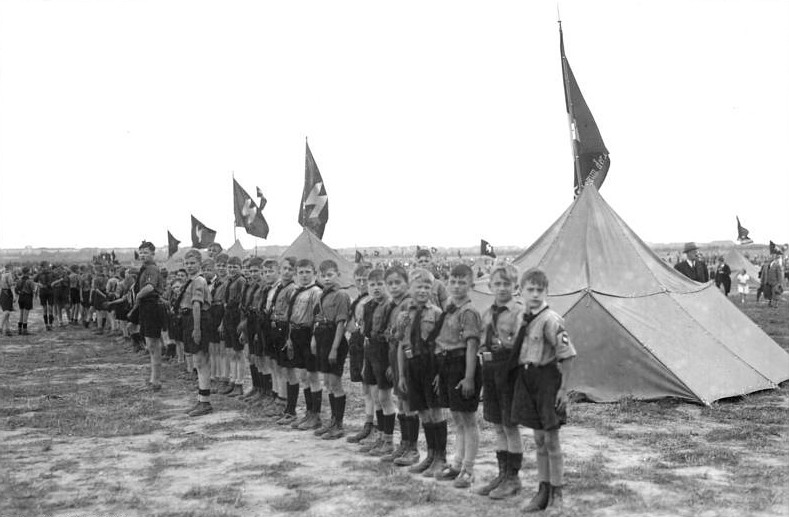
Перекличка «пимпфов» Юнгфолька в летнем палаточном лагере в районе Берлин-Темпельхоф, июнь 1934

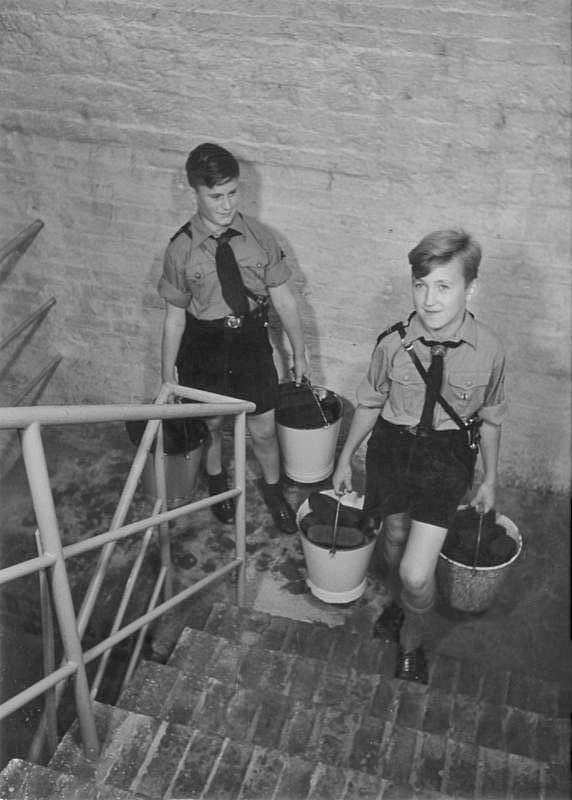
В связи с введением в Германии всеобщей трудовой повинности для молодёжи (25 марта 1939) пимпфы в рамках пропагандистской кампании «Помощь соседям» помогают работающим жёнам немецких военнослужащих поднять уголь из подвала помещения

Начиная с XIX века этим бранным грубым словом Pimpf называли маленького мальчика, в дальнейшем оно потеряло свой первоначальный смысл и стало обозначать «несмышлёного, неопытного ребёнка, малыша». В 1920-х годах этим словом шутливо стали называть самых юных членов (от 10 до 14 лет) бурно растущего молодёжного движения (различные группы движения «Вандерфогель» (нем. Wandervogel).
Кроме того, в молодёжной среде той поры словом Pimpf назывался коло́к гитары — небольшой металлический стержень для натяжения и настройки струн — маленькая, однако очень важная для музыкального инструмента деталь. В настоящее время данное слово, потерявшее уже первоначальное значение, исключено из активного употребления и встречается только в мемуарной литературе, сохранив свой умеренный оттенок.

### В среде организации «Дойчес юнгфольк»
С 1933 года в Третьем рейхе второстепенное значение слова Pimpf намеренно было устранено, и им стали официально называть членов «Дойчес юнгфольк» (мальчиков в возрасте от 10 до 14 лет) в составе организации «гитлерюгенд». Сначала этим словом обозначались самые младшие члены «Дойчес юнгфольк», затем со временем это название перешло на другие возрастные группы организации.

## Испытание на звание «пимпфа»

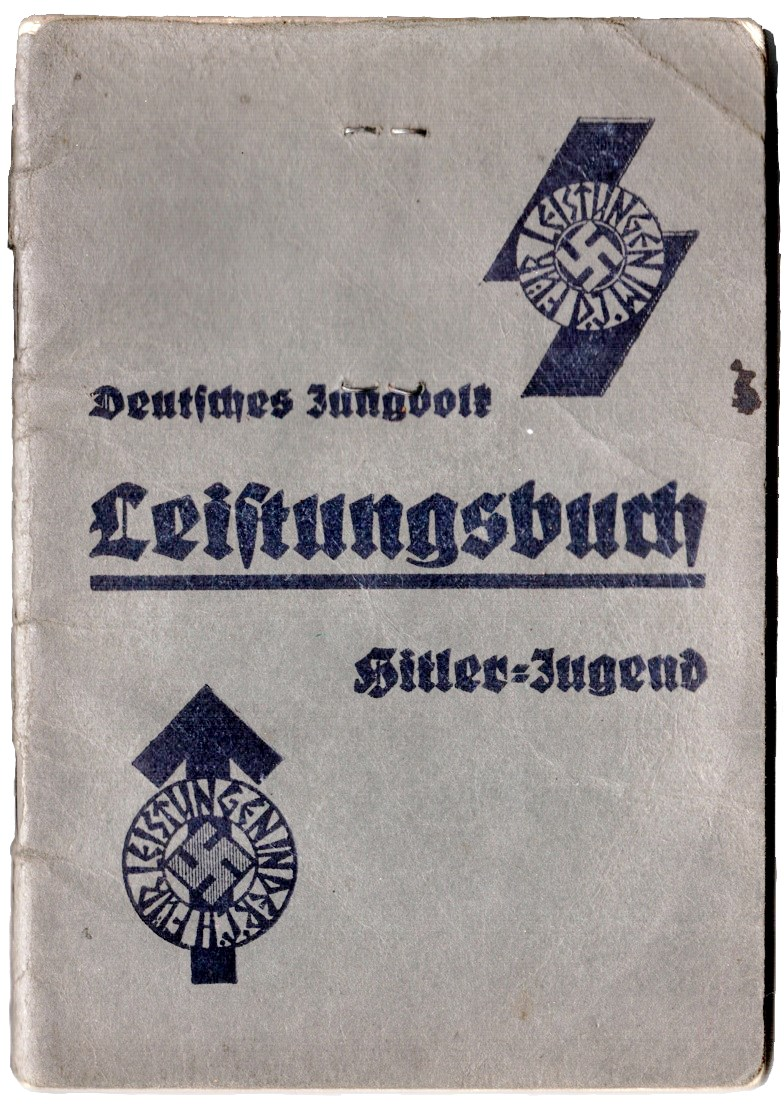
Книжка учёта сдачи нормативов и упражнений по военно-спортивной подготовке гитлерюгенда, которая подтверждалась вручением специальных значков. Для Юнгфолька значок (вверху справа) изображал руну Совелу (Зиге). Значок собственно гитлерюгенда (внизу слева) включал изображение руны Тиваз (Тюр)

Вновь записавшийся в «Дойчес юнгфольк» сразу же начинал готовиться к прохождению так называемого вступительного «Пимпф-испытания» (нем. Pimpfprobe), ибо только тогда он мог называться «пимпфом», если ему удавалось это испытание выдержать.
Условия экзамена отличались в зависимости от двух возрастных групп и предусматривали следующие показатели: пробежать 60 метров за 12 секунд, прыгнуть в длину на 2,75 м, бросить мячик на дальность не менее 25 м, уметь сложить походный рюкзак, принять участие в турпоходе с ночевкой, знать организацию и структуру Дойчес юнгфолька «фенляйна» (отряда), знать новые патриотические немецкие песни, типа «Песни Хорста Весселя» (нацистский партийный гимн) и песни «фенляйна» гитлерюгенда.
Во многих подразделениях Дойчес юнгфолька новичок должен был дополнительно рассказать жизненный путь А. Гитлера (примерно от шести до десяти предложений).
Сдача экзамена проводилась в летние месяцы, когда подразделения «Дойчес юнгфолька» выезжали в летние палаточные лагеря.
Результаты сдачи испытания заносились в специальную личную книжку учёта сдачи нормативов и упражнений по военно-спортивной подготовке гитлерюгенда. Выполнение нормативов отмечалось вручением по трём возрастным категориям отличительных значков для «Дойчес юнгфолька» (верхнее изображение на книжке) и собственно для гитлерюгенда (нижнее изображение).
Несданные в положенный срок испытания могли быть повторены отдельно. Только после сдачи этого экзамена в течение 6-месячного испытательного срока претендент получал право на ношение портупеи и ножа гитлерюгенда.
Всё обмундирование и снаряжение приобреталось за счёт родителей испытуемого.
Затем проходила торжественная церемония принятия в «Дойчес юнгфольк» возле какого-либо воинского мемориала с участием всех региональных руководителей организации и местного руководства, включая бургомистра. Рукопожатие гебитсфюрера означало подтверждение принятия в ряды организации. Местная газета обязательно помещала репортаж с места празднования.

## «Пимпф» в искусстве
В альбоме английской команды Depeche Mode Music for the Masses (1987) присутствует инструментальная композиция с названием «Pimpf».
В книге немецкого писателя-антифашиста Б. Балаша «Генрих начинает борьбу» рассказывается о столкновениях между детьми коммунистов и пимпфами на раннем этапе деятельности Гитлерюгенда.